# Tarascon-sur-Ariège
Tarascon-sur-Ariège là một xã ở tỉnh Ariège, thuộc vùng Occitanie ở phía tây nam nước Pháp.